# Port lotniczy Canberra
Port lotniczy Canberra (IATA: CBR, ICAO: YSCB) – międzynarodowy port lotniczy położony 5 km na wschód od Canberry, w Australii.

## Linie lotnicze i połączenia
| Linia lotnicza   | Kierunek                                                          |  |
| ---------------- | ----------------------------------------------------------------- |  |
| Fiji Airways     | 1. Nadi                                                           |  |
| FlyPelican       | 1. Albury 2. Newcastle                                            |  |
| Jetstar          | 1. Brisbane 2. Gold Coast 3. Melbourne                            |  |
| Laser Airlines   | 1. Sydney                                                         |  |
| Qantas           | 1. Adelaide 2. Brisbane 3. Hobart 4. Melbourne 5. Perth 6. Sydney |  |
| Rex              | 1. Melbourne                                                      |  |
| Virgin Australia | 1. Adelaide 2. Brisbane 3. Gold Coast 4. Sydney                   |  |
| ZYB Lily Jet     | 1. Newcastle                                                      |  |